# Почётные граждане Красноперекопска
Почётный гражданин города Красноперекопска — почётное звание, присваиваемое жителям городского округа Красноперекопск, а также иным гражданам Российской Федерации и иностранным гражданам решением городского совета Красноперекопска.  

## Положение о вручении
Звание "Почётный гражданин города Красноперекопска" присваивается за выдающиеся личные заслуги перед громадой города лицам, оставившим особый вклад в истории и жизнедеятельности города, ставшим примером для многих поколений; посвятившим свою жизнь либо свою деятельность городу Красноперекопску для его развития, процветания, сохранения и спасения исторического и культурного наследия города и его жителей. Звание "Почётный гражданин города Красноперекопска" может быть присвоено: 
- Ветераном Великой Отечественной войны, проживающим как в г. Красноперекопске, так и за его пределами, участвовавшим в защите города в годы войны и продолжающим активную общественную деятельность.
- Ветеранам труда, внёсшим весомый вклад в социально-экономическое развитие города, продолжающим вести активную общественную работу.
- Руководителям и работникам предприятий и организаций промышленной и социальной сферы, которые, своим трудом достигли высоких результатов в укреплении экономической и социальной сферы города, проводят значимую работу по улучшению облика города, уделяют внимание воспитанию подрастающего поколения, достойно представляют город Красноперекопск в отношениях с другими городами Крыма и России.
- Гражданам России, Автономной Республики Крым за особые заслуги перед городом при условии, что гражданин прожил и проработал на предприятиях, в учреждениях, общественных и других организациях города не менее 10 лет, при этом учитывается наличие государственных наград, званий, грамот.

Присваивается прижизненно.
Гражданам, которым присвоено звание "Почётный гражданин города Красноперекопска", выдаётся решение городского совета, удостоверение и нагрудный знак установленного образца "Почётный гражданин города Красноперекопска" и вручается ценный подарок.
До 1917 года в Российской империи существовало звание личного и потомственного почётного гражданина дающее принадлежность к соответствующему сословию, которого были удостоены некоторые жители Перекопа и Перекопского уезда Таврической губернии. После Октябрьской революции звание и сословие были упразднены и в настоящее время законодательно не регулируются. Практика присвоения звания была возобновлена в Красноперекопске в 1944 году. В настоящем списке в хронологическом порядке представлены все лица, удостоенные звания «Почётный гражданин города Красноперекопска». Список содержит информацию о годах жизни, сфере деятельности лиц, а также обоснование присвоения звания, номер и дата принятия решения городского совета.

## Список почётных граждан Красноперекопска[4]
| Дата присвоения         | Портрет | Имя                              | Годы жизни              | Род деятельности | Обоснование для присвоения/снятия |
| ----------------------- | ------- | -------------------------------- | ----------------------- | --- | --- |
| 1944                    |         | Акопян Рубен Казарович           | 7.07.1912- 12.09.1994   | Командир стрелкового взвода 9-го гвардейского стрелкового полка 3-й гвардейской стрелковой дивизии 2-й гвардейской армии 4-го Украинского фронта, Герой Советского Союза (16.05.1944), старший лейтенант. После войны заместитель министра лесного хозяйства Армении, депутат Верховного Совета Армении, заместитель председателя Совета Ветеранов Великой Отечественной войны Армении. | |
| 1967                    |         | Гайдаренко Иван Емельянович      |                         | Работник Бромзавода | |
| 1987                    |         | Полоскова Галина-Жореса Ивановна |                         | Директор школы, краевед | |
| 1999                    |         | Осиюк Пётр Леонтьевич            | 03.04.1922- 20.01.2005  | Председатель Красноперекопского городского Совета ветеранов войны, труда и вооружённых сил (1987-2005) | |
| 2003                    |         | Капшук Георгий Иванович          | 21.03.1939 - 29.06.2023 | Секретарь Крымского обкома Компартии Украины (1982—1990), заместитель Председателя Верховного Совета Крымской АССР (1991) | |
| 2004                    |         | Волков Михаил Александрович      | 21.05.1937              | Председатель Красноперекопского городского совета народных депутатов (1976) | |
| 2005                    |         | Власенко Николай Фёдорович       |                         | | |
| 2005, лишён звания 2014 |         | Куницын Сергей Владимирович      | 27.07.1960              | Председатель Красноперекопского городского Совета и исполкома (1990-1998), председатель Совета министров Крыма, советник Президента Украины | Решение 33 сессии городского совета 4 созыва от 28.04.2005 № 475 О присвоении звания «Почётный гражданин города Красноперекопска» Куницыну С. В.» Решение 88 сессии 6 созыва от 16 июня 2014 № 887-6/14 «О снятии звания «Почётный гражданин города Красноперекопска» с Куницына С. В.» |
| 2006                    |         | Слипченко Иван Константинович    | 25.06.1936- 21.03.2010  | Бригадир машинистов скреперов специализированного строительно-монтажного управления №5 Крымканалстроя, Герой Социалистического Труда (1976) | |
| 2009                    |         | Кружко Лев Петрович              | 15.07.1937              | Директор Красноперекопского краеведческого музея, историк-краевед | |
| 2017                    |         | Гончар Эмануил Иосифович         | 03.10.1939              | Пенсионер, председатель местной территориальной первичной организации ветеранов | |